# Sauvez Wilzy-X
Sauvez Wilzy-X (Free Wilzyx en version originale) est le treizième épisode de la neuvième saison de la série animée South Park, ainsi que le 138e épisode de l'émission.

## Synopsis
Stan, Kyle, Cartman et Kenny sont au Sea Park de Denver et assistent à un spectacle mettant en scène une orque. À la fin, lorsque tous les spectateurs sont partis, Kyle reste devant le bassin. Il est alors étonné d’entendre le cétacé lui parler : celui-ci lui annonce qu’il s’appelle Wilzy-X et lui confie son rêve de retourner chez lui, sur la Lune. Kyle est en réalité victime d’une blague des deux commentateurs du spectacle, mais croyant à cette histoire, il convainc tous ses amis de l’aider à renvoyer Wilzy-X sur la Lune. Les enfants montent alors un plan pour libérer le cétacé.

## Production
Cet épisode est le premier de South Park où des dessins très réalistes des garçons sont montrés. Selon la FAQ de South Park Studios, le modèle de Stan et Kyle était Nico Agnone, un membre de la famille d'un des membres de l'équipe d'animation qui, autrefois, faisait la voix de Ike Broflovski et des enfants de maternelle. L'image a été réalisée par Adrien Beard, storyboardeur et artiste qui prête sa voix à Token Black, et Valerie Fletcher.
En juillet 2009, la chaîne russe 2x2 a coupé la scène où le président russe Vladimir Poutine apparaît car il est représenté comme « un leader avide et désespéré »,. Cependant, sur la chaîne MTV Russia, cette scène n'est pas censurée.
Cet épisode fait référence au film de 1993 Sauvez Willy, dans lequel une orque piégée dans un centre aquatique est libérée.